# Bạo hành tình dục
Bạo hành tình dục hay bạo lực tình dục là bất kỳ hành vi tình dục hoặc cố gắng để có được một hành vi tình dục bằng bạo lực hoặc cưỡng chế, hành vi buôn bán người để phục vụ mại dâm hoặc hành vi tình dục không phù hợp với giới tính người đó, bất kể mối quan hệ với nạn nhân ra sao. Nó xảy ra trong các tình huống xung đột hòa bình và vũ trang, được áp dụng rộng rãi và được coi là một trong những vi phạm nhân quyền đau thương, và phổ biến nhất.
Bạo lực tình dục là một vấn đề sức khỏe cộng đồng nghiêm trọng và có ảnh hưởng sâu sắc hoặc dài hạn đối với sức khỏe thể chất và tinh thần của nạn nhân, chẳng hạn như tăng nguy cơ các vấn đề sức khỏe sinh sản và tình dục, tăng nguy cơ tự tử hoặc nhiễm HIV. Tội giết người xảy ra hoặc trong một cuộc tấn công tình dục hoặc là kết quả của một vụ giết người vì danh dự để sau khi có một cuộc tấn công tình dục cũng là một yếu tố của bạo lực tình dục. Mặc dù phụ nữ và trẻ em gái bị ảnh hưởng nhiều hơn, bạo lực tình dục có thể xảy ra với bất cứ ai ở mọi lứa tuổi; nó là một hành vi bạo lực có thể do cha mẹ, người chăm sóc, người quen và người lạ, cũng như các đối tác thân mật gây ra. Nó hiếm khi là một tội phạm khi yêu thương, và là một hành động thường xuyên nhằm mục đích thể hiện quyền lực và sự thống trị đối với nạn nhân.

## Nghiên cứu thêm
- Wishart, G.D. (2003). "The Sexual Abuse of People with Learning Difficulties: Do We Need A Social Model Approach To Vulnerability?", Journal of Adult Protection, Volume 5 (Issue 3).